# إدوارد سيدغويك
إدوارد سيدغويك (بالإنجليزية: Edward Sedgwick)‏ هو كاتب سيناريو ومنتج أفلام ومخرج وممثل أمريكي، ولد في 7 نوفمبر 1889 في الولايات المتحدة، وتوفي بنفس المكان في 7 مارس 1953 بسبب نوبة قلبية.

## أعمال

### أفلام
- (1925) شبح الأوبرا
- (1928) المصور

## وصلات خارجية
- إدوارد سيدغويك على موقع IMDb (الإنجليزية)
- إدوارد سيدغويك على موقع ألو سيني (الفرنسية)
- إدوارد سيدغويك على موقع أول موفي (الإنجليزية)
- إدوارد سيدغويك على موقع قاعدة بيانات الأفلام السويدية (السويدية)
- إدوارد سيدغويك على موقع إن إن دي بي (الإنجليزية)
- إدوارد سيدغويك على موقع قاعدة بيانات الفيلم (الإنجليزية)
- إدوارد سيدغويك على موقع كينوبويسك (الروسية)